# Белоярский район (Уральская область)
Белоя́рский район — административно-территориальная единица в Шадринском округе Уральской области РСФСР, существовал в 1923—1932 годах. В настоящее время территория Белоярского района входит в Далматовский и Шадринский районы Курганской области
Административный центр — село Белоярское.

## География
Район был расположен в южной части Шадринского округа.
Белоярский район граничил:
- на северо-западе — с Далматовским районом Шадринского округа
- на западе — с Верхтеченским районом Шадринского округа
- на юге — с Песчанским районом Шадринского округа
- на востоке — с Батуринским районом Шадринского округа
- на северо-востоке — с Шадринским районом Шадринского округа

## История
На основании постановлений ВЦИК от 3 ноября и 12 ноября 1923 года в составе Шадринского округа Уральской области образован Белоярский район с центром в селе Белоярском. В его состав вошло 14 сельсоветов: Барабинский, Белоярский, Брюховской, Лебяжский, Любимовский, Макарьевский, Никитинский, Новопетропавловский, Песковский, Песчано-Колединский, Песчанотаволжанский, Понькинский, Уксянский и Юровский.
Постановлением Президиума Шадринского окрисполкома от 28 февраля 1924 года Песчанотаволжанский сельсовет передан в Батуринский район.
Постановлением Президиума Уралоблисполкома от 31 декабря 1925 года Песковский сельсовет передан в Далматовский район.
Постановлением ЦИК и СНК от 23 июля 1930 года Шадринский округ упразднён с 1 октября 1930 года, район остался в составе области.
Постановлением ВЦИК от 1 января 1932 года район упразднён:
- Брюховской, Лебяжский, Любимовский, Макарьевский, Новопетропавловский, Песчано-Колединский, Уксянский и Юровский сельсоветы переданы в Далматовский район.
- Барабинский, Белоярский, Никитинский и Понькинский сельсоветы переданы в Шадринский район.

## Экономика
Белоярский район относился к производящим сельскохозяйственную продукцию. Основными культурами были: яровая пшеница — 52,2 %, овёс — 29,5 % и озимая рожь — 15,3 %, из второстепенных культур преобладает лён — 2,0 %. При обеспеченности скотом выше средней по округу на одно хозяйство приходится голов: рабочих лошадей — 1,4, коров — 1,2, взрослых овец — 3,8. Из других отраслей имеет здесь значение птицеводство.
Район не промышленный. В мелкой промышленности занято всего 551 человек. Из производств наиболее развиты: пимокатное — занято 120 человек, кузнечное—82 человека, сапожное — около 80 человек.
Район имел 38 культурно-просветительских учреждения в том числе 16 школ 1-й ступени. Население обслуживается: больницей, 2 врачебных пункта, 1 ветпункт, 18 торговых предприятий, из них 5 государственных и 13 кооперативных.

## Национальный состав
По данным переписи 1926 года русские составляли 99,8 % населения. Также проживали удмурты, коми, цыгане. Грамотность населения — 30,6 %.